# Coiffeuse (meuble)
Pour le métier de coiffeuse, voir Coiffeur.

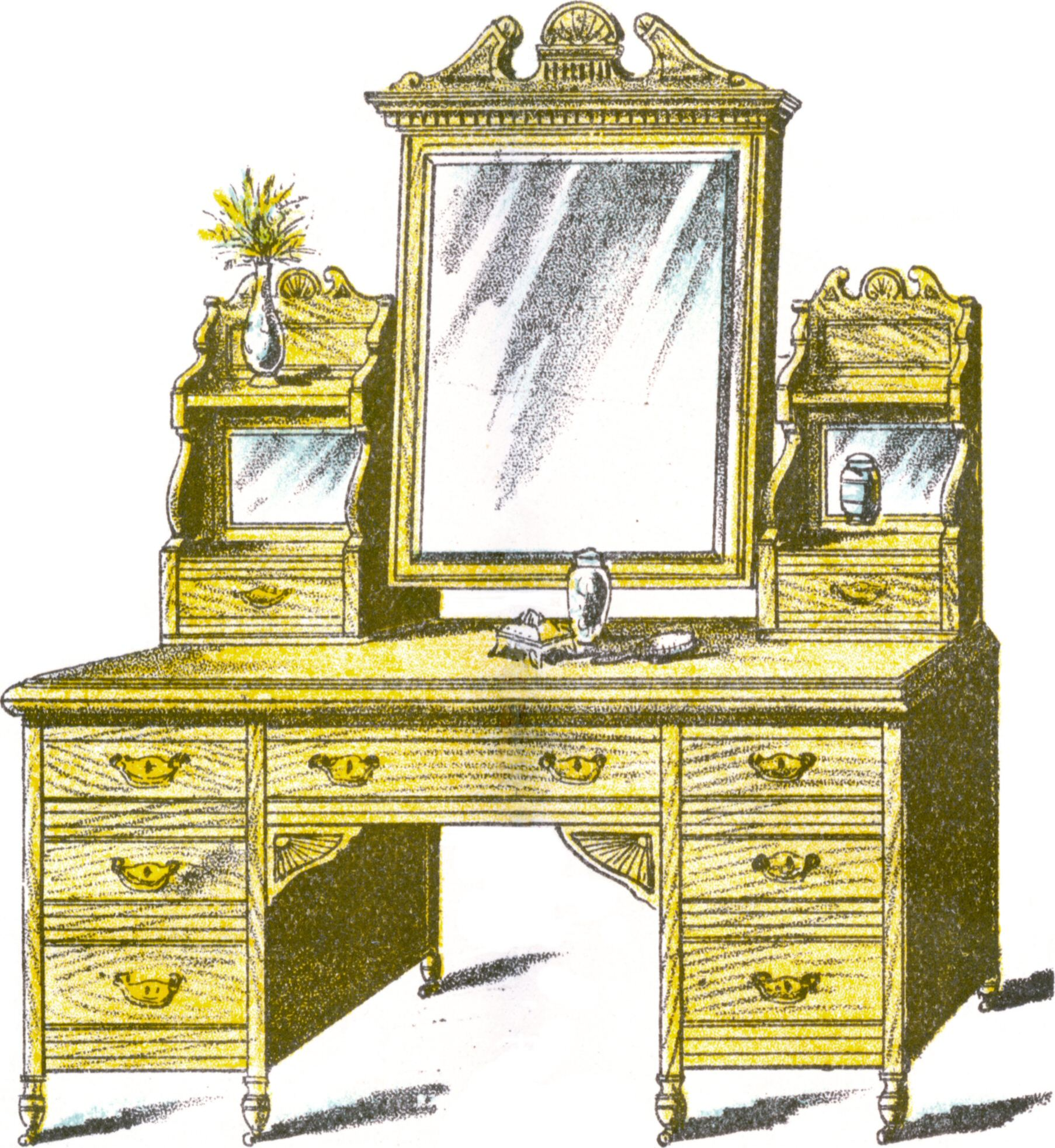

La coiffeuse est un meuble, apparu sous la régence avec la féminisation du mobilier.

## Description
Il s'agit d'un meuble pratique destiné à la toilette et au rangement des ustensiles afférents. Elle se présente (pour les styles classiques, hors contemporain) sous la forme d'un petit bureau doté d'un tiroir central et de façades factices de tiroirs latérales (généralement il s'agit de deux fois deux tiroirs latéraux pour disposer d'une bonne profondeur). En effet, les fausses façades cachent des casiers (qui peuvent être aménagés et/ou garnis de textiles) latéraux accessibles par le dessus au moyen d'abattants. Les aménagements des casiers latéraux doivent être démontables en vue de réparations éventuelles.
Le dessus est divisé en trois parties : 
- deux abattants latéraux à charnières situées sur la largeur du dessus qui, une fois ouverts, découvrent un accès au casier et font office de rallonge (au même titre que des tirettes de bureau, elles sont garnies d'un cuir et vignette ou d'un autre textile) ;
- la partie centrale est un abattant dont les charnières sont situées sur la longueur du dessus opposée au tiroir central. La face intérieure est munie d'un miroir en saillie soutenu par des baguettes à moulures grand cadre. Cet abattant central est articulé sur une traverse dotée de languettes en bois de bout qui viennent coulisser dans des rainures façonnées dans les coulisseaux supérieurs du tiroir. Cet embrèvement libre permet à l'abattant miroir d'être réglable en profondeur : une fois déployé, l'abattant exerce une poussée sur la traverse coulissante, provoquant ainsi, par mouvement de rotation, l'immobilisation de l'ensemble. Cet abattant découvre une surface garnie devant le miroir pour déposer les ustensiles.

## Styles de coiffeuses
Au XVIIIe siècle les modèles de coiffeuses sont très variées, parfois en forme de cœur, parfois combinées avec d'autres meubles et ils peuvent avoir d'autres usages (toilette-écritoire).
Les coiffeuses « empire » sont simplifiées : table rectangulaire, miroir.
Le mobilier « art déco » est raffiné et élégant.

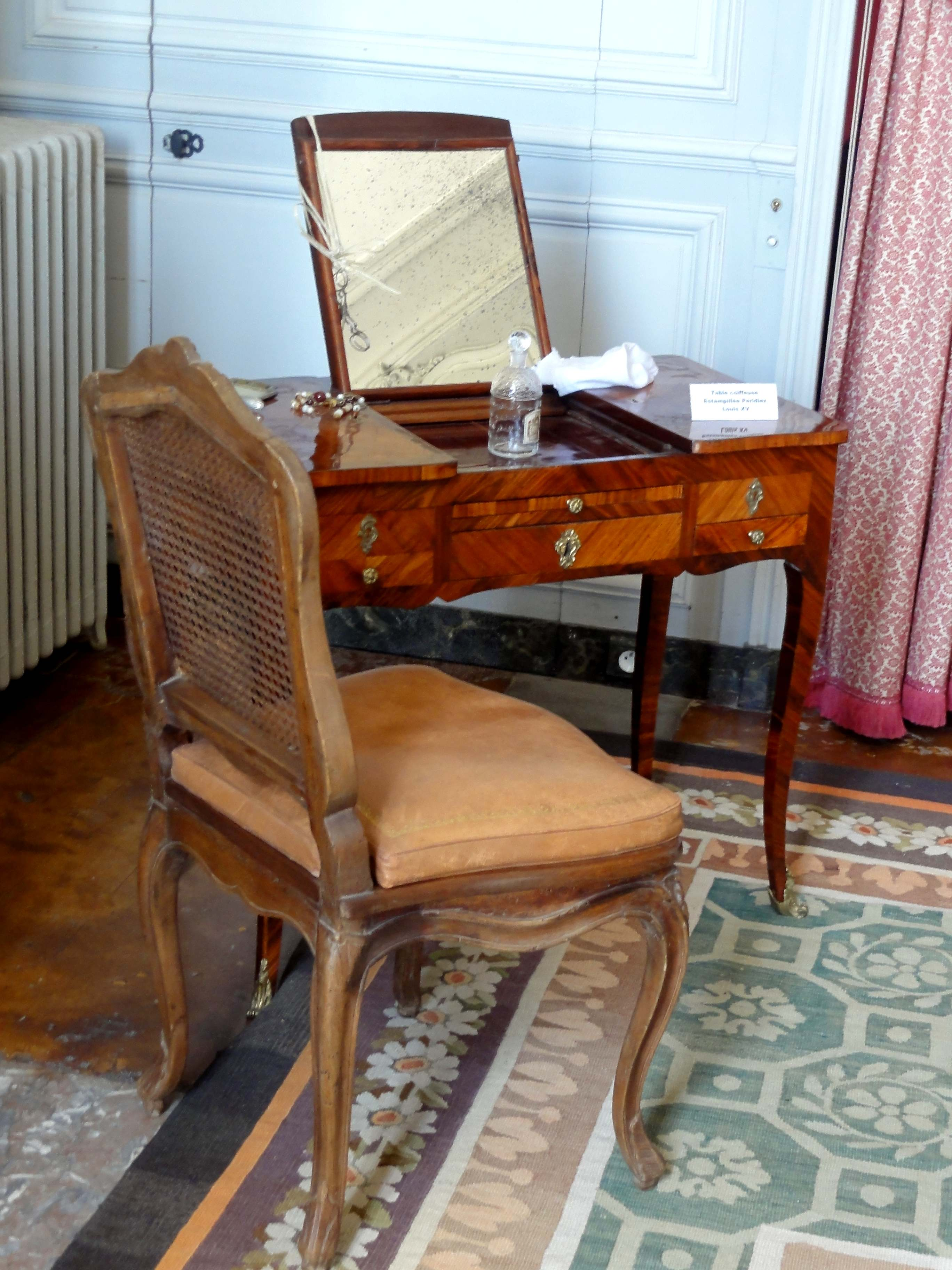
Coiffeuse Louis XV, domaine de Villarceaux, Chaussy.
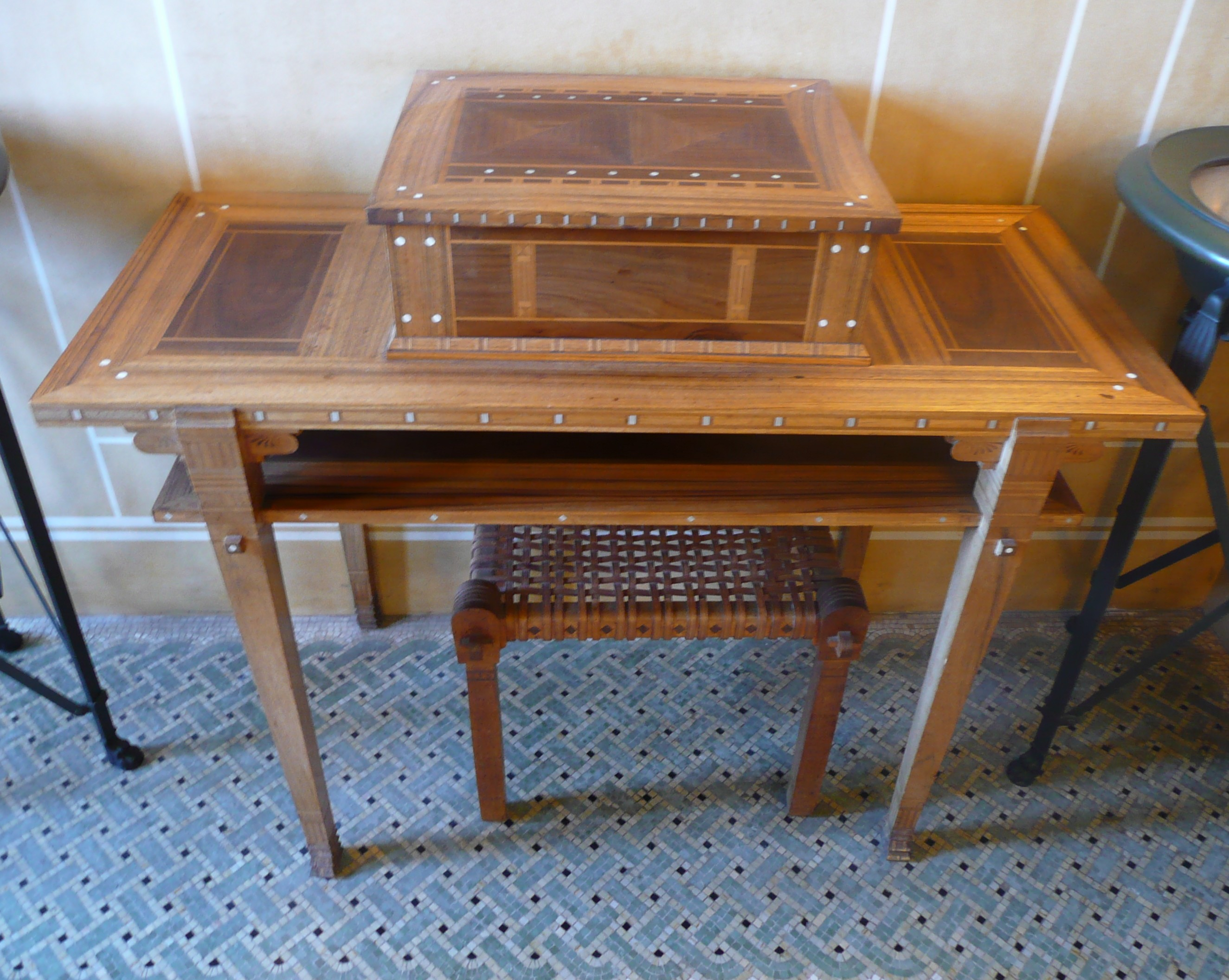
Coiffeuse de Mme Reinach, villa Kérylos à Beaulieu-sur-Mer (Alpes-Maritimes, France).
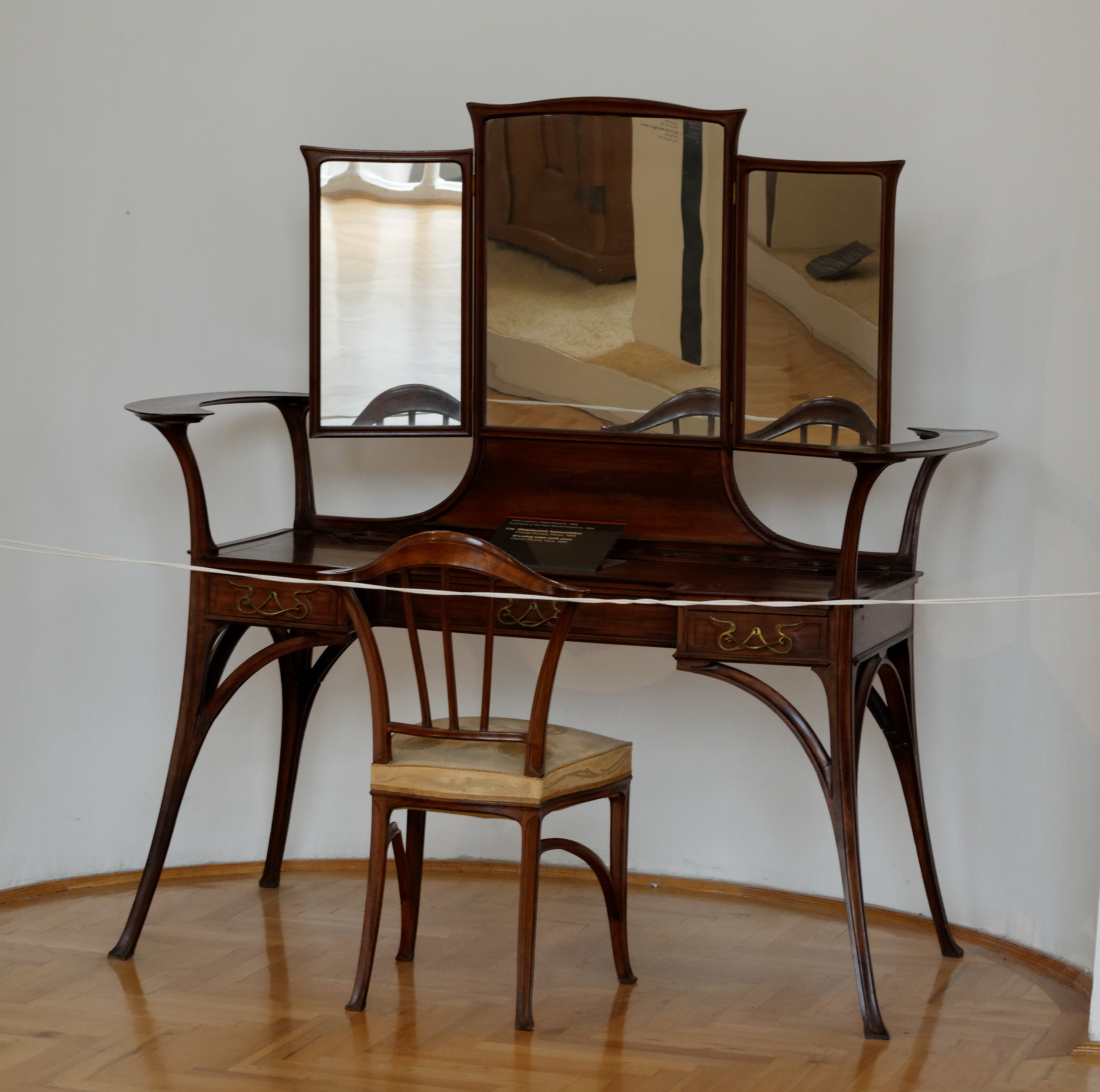
Coiffeuse avec chaise. Charles Plumet, 1896. Exposé au musée des arts décoratifs de Budapest. Acquis à Paris à l'exposition universelle de 1900.
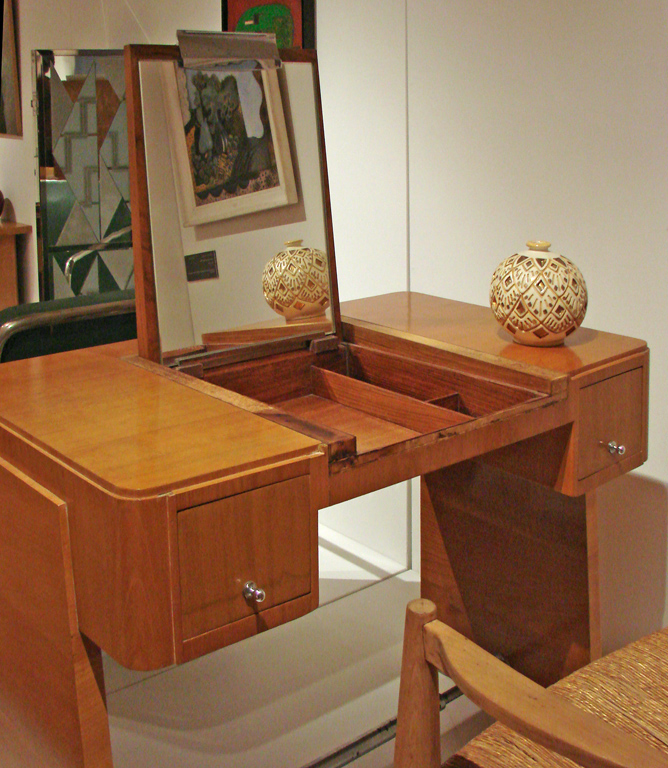
Bureau coiffeuse et fauteuil, 1932 de Jacques-Emile Ruhlmann (1879-1933) Merisier massif, métal chromé, miroir, cuir, paille, ensemble présenté au salon des artistes décorateurs de 1932.